# Argyria hannemanni
Argyria hannemanni là một loài bướm đêm trong họ Crambidae.